# ペルヴァヤ・レーチカ駅
ペルヴァヤ・レーチカ駅 (ペルヴァヤ・レーチカえき、ロシア語:Станция Первая Речка) は、ロシア沿海地方ウラジオストクペルヴォレチェンスキー地区にある、ロシア鉄道の駅及び操車場。シベリア鉄道上の駅で、エレクトリーチカ（近郊列車）が停車する。

## 沿革
- 1893年 - 開業[1]。

## 駅構造

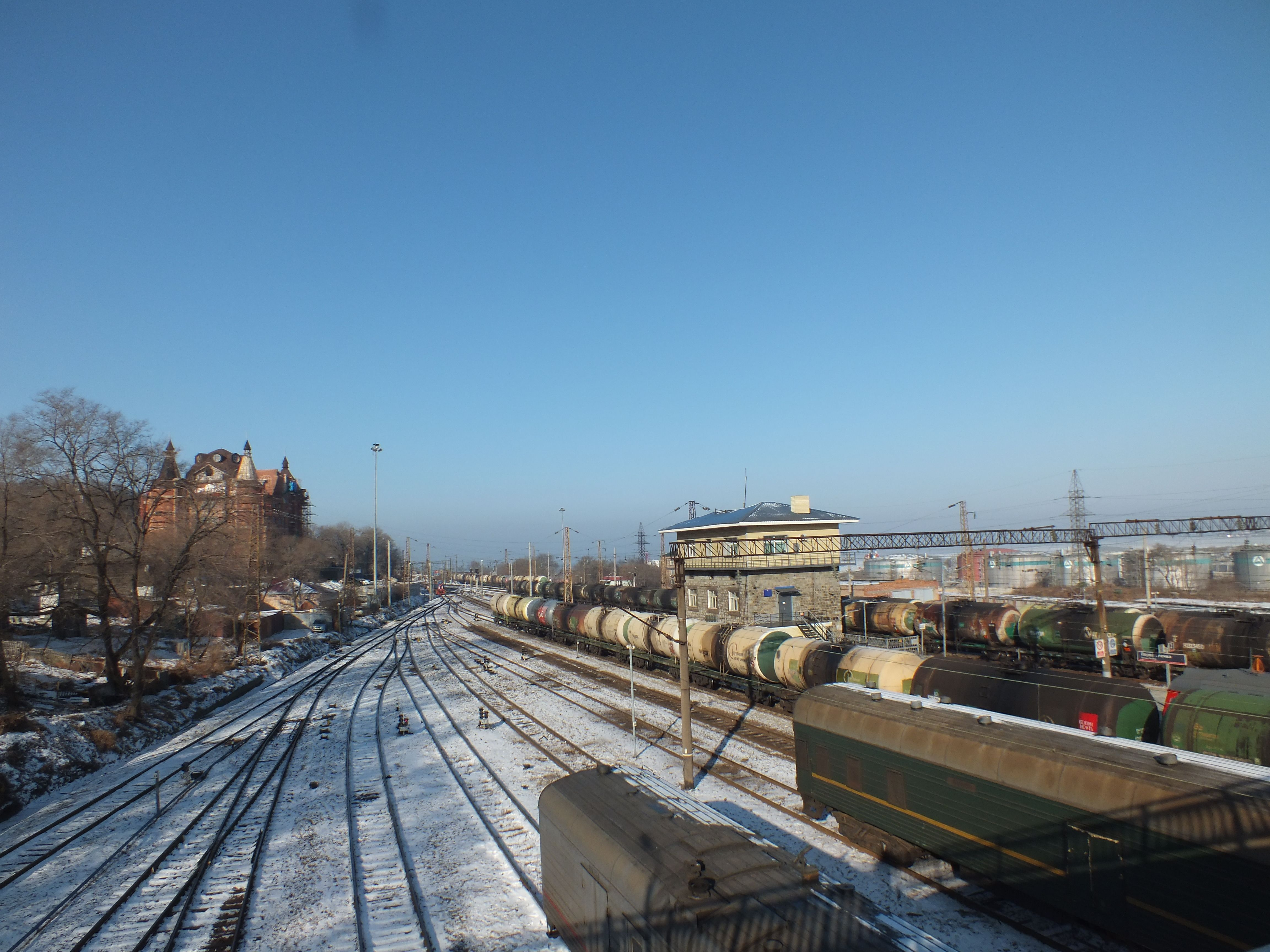
駅全景

島式ホーム1面2線の地上駅。ホームと駅舎は跨線橋により結ばれている。ホーム両端に操車場があり、規模としてはウラジオストク最大規模である。駅舎内に切符売り場がある。「ペルヴァヤ・レーチカ」は所在地の地名であり、ロシア語で「1番目の川」を意味する。ムィス・チェルキン支線は当駅構内に面する線路を通過するが、当駅には停車しない。

### のりば
| ホーム | 列車                         | 行先                                                               |
| ------ | ---------------------------- | ------------------------------------------------------------------ |
| 1      | エレクトリーチカ（近郊列車） | ウスリースク・スパッスク＝ダリニー・ルジノ・チハオケアンスカヤ方面 |
| 2      | エレクトリーチカ（近郊列車） | ウラジオストク行き                                                 |

## 駅周辺
- 子児病院
- オケアン大通り（ロシア語版）
- リノク・ペルヴォレチェンスキー - ショッピングセンター
- ニューウェーブシネマ - 映画館

## 隣の駅
ロシア鉄道
シベリア鉄道本線
エレクトリーチカ（各駅停車）
モルゴロドク駅 - ペルヴァヤ・レーチカ駅 - ウラジオストク駅